# 佐野光宜
佐野 光宜（さの みつよし、1980年1月4日 - ）は、日本の予備校講師、古代ローマ史研究者（文学博士）。河合塾英語科講師（全国河合塾英語科の中でもトップレベルの実力を誇る実力派講師として知られている。）
英語教育においては、文学・歴史・哲学などを背景とした「リベラルアーツ型英語講師」として、論理性と教養を重視した授業を展開。文理を問わず修めた教養により大学受験の英文の題材になる話題はほぼ守備範囲にある。
2023年の京大英文解釈のテキストで他の講師たちが気つかなかった誤植を発見するなど英文解釈の鋭さに定評がある。
主に東京医進館、京都校、大阪校、神戸三宮校に出講。担当コースはエクシード、アドバンストコース、トップナビ私立医進コースなど。担当クラスは東大、京大、医進など。国立・私立ともに最難関講座を受け持っている。
元京都大学非常勤講師（西洋古代史担当）。

## 経歴
宮城県美里町出身。宮城県古川高等学校卒業後、京都大学文学部に進学し京都大学大学院文学研究科修士課程、京都大学大学院文学研究科博士後期課程を修了し文学博士号を取得。
学生時代から河合塾天王寺校にてフェローとして勤務した経験により受験生の心理や傾向、関西の予備校の教室文化を吸収し、生徒の視点と運営側の視点をどちらも理解している教育者であるという強みを持っている。また河合塾も学生時代から関わりのあった「思い入れのある教育機関」である。
博士号取得後、大学非常勤講師としても多岐にわたり活動。京都大学では西洋古代史を、大阪教育大学・奈良大学・京都女子大学などでは古代史やラテン語の講義を担当し2008年ごろから2015年頃にかけて複数大学で歴史学を教えてきた。研究者としては、古代ローマ史、なかでも剣闘士競技・コレギア（職能組織）を通じた社会史に重点を置いた研究を行い、学術論文・国際会議における発表を多数してきた。

## 講師歴
- 近畿大学短期大学部、TOEIC・英語演習（2008年4月 - 2011年3月）
- 京都大学文学部、西洋古代史（2009年4月 - 2015年3月）
- 大阪教育大学、西洋史学概論（2009年10月 - 2010年3月）
- 奈良大学文学部、西洋古代史特殊講義（2009年10月 - 2010年3月）
- 京都女子大学文学部、ラテン語（2009年9月 - 2023年3月）
- 甲南大学文学部、西洋古代史特殊講義（2011年4月 - 2015年3月）
- 大阪大谷大学文学部、西洋史学概論（2013年10月 - 2014年3月）

## 学術論文
- 『研究論文でも古代ローマ史に関する論文多数』[3]

## 著書
- 『オックスフォード ブリテン諸島の歴史〈1〉ローマ帝国時代のブリテン島』（慶應義塾大学出版会、2011年5月）
- 『真・英語力トレーナー１基本編』（河合出版、2019年）共著[4]
- 『真・英語力トレーナー２応用編[１] 客観問題中心』（河合出版、2020年）共著[5]
- 『真・英語力トレーナー３応用編[２] 記述問題中心』（河合出版、2022年）共著[6]

## 委員歴
- 史学研究会、『史林』編集委員（京都大学大学院文学研究科内）。